# Wasserwerk Trier

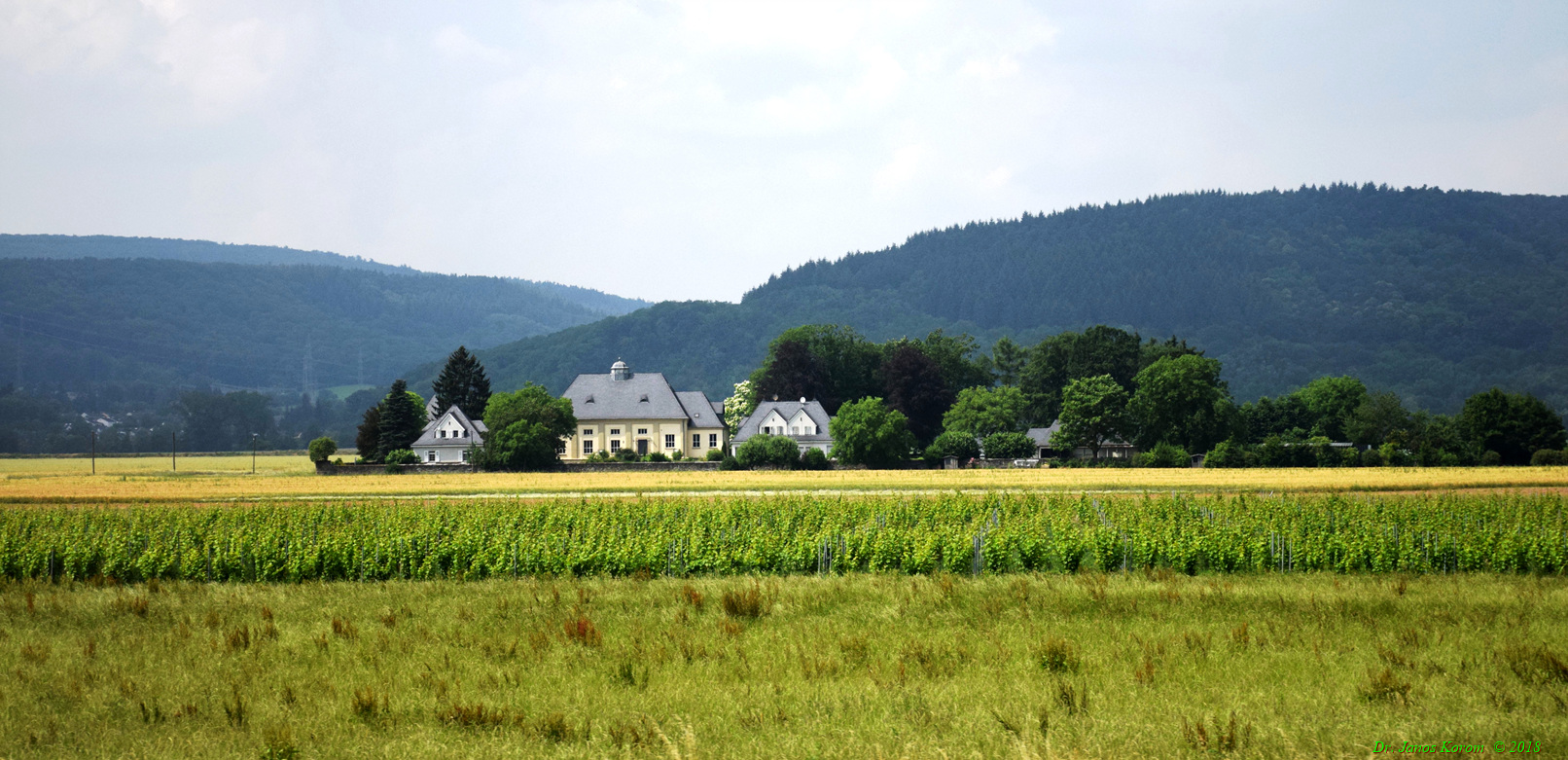
Wasserwerk Trier bzw. Kenner Wasserwerk auf der Kenner Flur

Wasserwerk Trier bezeichnet einen Gemeindeteil des Trierer Stadtbezirkes Trier-Ruwer/Eitelsbach in Rheinland-Pfalz.
Er liegt auf der Kenner Flur, die bis 1969 überwiegend zur Gemeinde Kenn gehörte, dann nach Trier eingemeindet wurde und zur Gemarkung Ruwer-Paulin kam.
Das 1913–15 errichtete und 1977 außer Betrieb gestellte Wasserwerk an sich wird allgemein weiter Kenner Wasserwerk genannt. Es ist heute ein Kulturdenkmal und liegt in einem ummauerten Park: Maschinenhaus mit zweiläufiger Freitreppe, ein Einzel- und ein Doppelwohnhaus, zwei Schuppen und ein Trafohaus.